# Thelephoraceae
Thelephoraceae is een botanische naam voor een familie van schimmels.  Volgens de Index Fungorum [14 oktober 2009] bestaat de familie uit 36 geslachten.

## Taxonomie
- Acrotamnium Nees 1816
- Amaurodon J. Schröt. 1888
- Botryobasidium Rick 1959
- Byssocristella M.P. Christ. & J.E.B. Larsen 1970
- Hydnopsis (J. Schröt.) Rea 1909
- Hypochnopsis P. Karst. 1889
- Hypochnus Fr. 1818
- Lenzitella Ryvarden 1991
- Lenzitopsis Malençon & Bertault 1963
- Merisma Pers. 1797
- Odontia Gray 1821
- Odontia Pers. 1794
- Odontium Raf. 1817
- Parahaplotrichum W.A. Baker & Partridge 2001
- Phylacteria (Pers.) Pat. 1887
- Phyllocarbon Lloyd 1921
- Pleurobasidium Arnaud 1951
- Polyozellus Murrill 1910
- Prillieuxia Sacc. & P. Syd. 1899
- Pseudothelephora Lloyd 1919
- Pseudotomentella Svrcek 1958
- Scyphopilus P. Karst. 1881
- Skepperia Berk. 1857
- Thelephora Ehrh. ex Willd. 1787
- Thelophora Clem. 1902
- Tomentella Pers. ex Pat. 1887
- Tomentellago Hjortstam & Ryvarden 1988
- Tomentellastrum Svrcek 1958
- Tomentellina Höhn. & Litsch. 1906
- Tomentellopsis Hjortstam 1970